# Profesor adjunto
Un profesor adjunto es un tipo de nombramiento académico en la educación superior que no implica una dedicación a tiempo completo en la institución. Las condiciones contractuales y la estabilidad laboral de este cargo varían según la región, pero en general el término se refiere a un docente genuinamente a tiempo parcial con vinculación académica auxiliar a una institución de educación superior.

## Terminología
El profesor adjunto también puede denominarse docente adjunto, instructor adjunto o personal académico auxiliar. De forma colectiva, se los clasifica dentro del concepto de trabajo académico contingente. En las universidades canadienses, el cargo de sessional lecturer es análogo a la figura del profesor adjunto en los Estados Unidos.

## América
En los rangos académicos en Estados Unidos, un profesor adjunto es, en la mayoría de los casos, un docente que no se encuentra en la carrera docente con titularidad (tenure track). Sin embargo, también puede tratarse de un académico o profesional cuyo empleador principal no es la institución con la que mantiene el estatus de adjunto.
Los profesores adjuntos constituyen la mayoría del cuerpo docente en las instituciones de educación superior (postsecundaria) de EE. UU. Al igual que otros trabajadores a tiempo parcial, reciben una remuneración inferior a la de los docentes a tiempo completo y carecen de beneficios laborales como seguro de salud o espacio físico propio en la institución.
En la mayoría de los casos, se requiere un título de maestría para ejercer como profesor adjunto, aunque en algunas situaciones basta con una licenciatura y experiencia relevante. No obstante, más de un tercio posee un doctorado. En muchas universidades, el título «profesor adjunto» (o sus variantes como «profesor asociado adjunto») suele implicar la posesión de un doctorado o título terminal; en cambio, quienes poseen maestría o licenciatura pueden ser designados como «docentes adjuntos».
En 2018, la American Association of University Professors (AAUP) expresó preocupación por el hecho de que solo una cuarta parte de los cargos universitarios eran de trayectoria con titularidad, lo cual afecta la seguridad laboral y la libertad académica. El análisis de la AAUP determinó que el 73 % de los cargos docentes universitarios en Estados Unidos no son de titularidad.
En Canadá, los profesores adjuntos son frecuentemente designados en reconocimiento a su participación activa con la institución que los nombra, aunque su empleador principal puede ser el gobierno, la industria, una profesión o una institución distinta. El término course lecturer se utiliza cuando el nombramiento se limita exclusivamente a la enseñanza de una o más asignaturas. En contraste, en Estados Unidos, dicha denominación se aplica a todos los instructores.
En Argentina y Brasil, la denominación profesor adjunto implica, por lo general, un cargo estable dentro de la estructura académica.